# Bill Cobbs
Wilbert Francisco "Bill" Cobbs, född 16 juni 1934 i Cleveland, Ohio, död 25 juni 2024 i Riverside, Kalifornien, var en amerikansk skådespelare.

## Filmografi (i urval)
- 1985 – McCall (TV-serie) (1 avsnitt)
- 1985 – Sesam (TV-serie) (1 avsnitt)
- 1986 – The Color of Money – revanschen
- 1987 – Misstänkt
- 1988 – Lagens änglar (TV-serie) (1 avsnitt)
- 1991 – New Jack City
- 1991 – Ett tufft jobb
- 1991–1993 – Lilly Harpers dröm (TV-serie) (13 avsnitt)
- 1991 – Ondskans hus
- 1992 – Bodyguard
- 1993 – Demolition Man
- 1994 – Det ljuva livet i Alaska (TV-serie) (1 avsnitt)
- 1994 – Härlige Harry (TV-serie) (1 avsnitt)
- 1994 – Strebern
- 1995 – Air Bud - vilken lirare!
- 1995 – Skuggor från det förflutna
- 1995 – That Thing You Do!
- 1996 – Cityakuten (TV-serie) (1 avsnitt)
- 1996 – På spaning i New York (TV-serie) (1 avsnitt)
- 1997 – The Wayans Bros. (TV-serie) (1 avsnitt)
- 1997 – Walker, Texas Ranger (TV-serie) (1 avsnitt)
- 1998 – Jag vet fortfarande vad du gjorde förra sommaren
- 1998 – Livet går vidare
- 1998 – Paulie
- 2000 – Advokaterna (TV-serie) (1 avsnitt)
- 2000 – Sopranos (TV-serie) (1 avsnitt)
- 2001–2003 – På heder och samvete (TV-serie) (4 avsnitt)
- 2001 – Six Feet Under (TV-serie) (1 avsnitt)
- 2002 – En kvinnas hämnd
- 2002–2004 – The Drew Carey Show (TV-serie) (9 avsnitt)
- 2002 – Vita huset (TV-serie) (1 avsnitt)
- 2005 – Omaka systrar (TV-serie) (2 avsnitt)
- 2005 – Star Trek: Enterprise (TV-serie) (1 avsnitt)
- 2006 – Natt på museet
- 2008 – Army Wives (TV-serie) (1 avsnitt)
- 2008 – CSI: Crime Scene Investigation (TV-serie) (1 avsnitt)
- 2008 – One Tree Hill (TV-serie) (1 avsnitt)
- 2011 – Criminal Minds: Suspect Behavior (TV-serie) (1 avsnitt)
- 2011 – Mupparna
- 2013 – Oz: The Great and Powerful
- 2014 – Natt på museet: Gravkammarens hemlighet
- 2020 – Agents of S.H.I.E.L.D. (TV-serie) (1 avsnitt)